# Grégory Rast

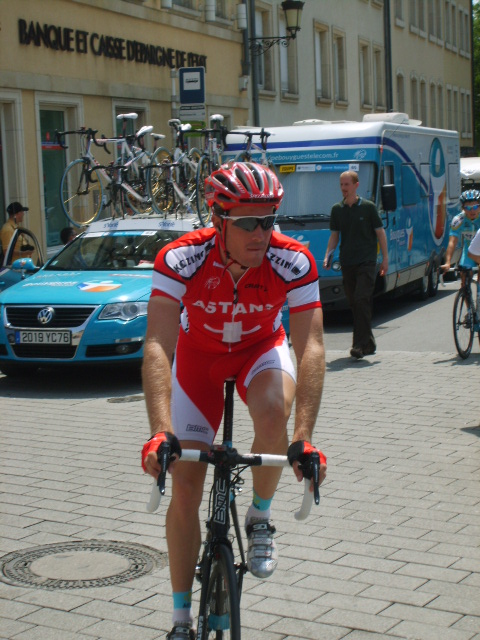
Grégory Rast under Luxemburg runt 2007.

Grégory Rast, född 17 januari 1980, är en schweizisk professionell tävlingscyklist.

## Karriär
Grégory Rast blev professionell med Phonak Hearing Systems 2003. Året innan hade han fått prova på att vara professionell när han var stagiaire i stallet. Tidigare hade han också varit stagiaire i Post Swiss Team under slutet av säsongen 2000. Han tävlar sedan säsongen 2007 för Astana Team.
Han vann den första etappen på Tour de Luxemburg 2007 och vann också tävlingen sammanlagt det året. Han vann det luxemburgska etapploppet med tio sekunder framför fransmmanenn Laurent Brochard. 
Rast är schweizisk nationsmästare på landsväg 2004 och 2006. Han är också schweizisk U23-nationsmästare på landsväg 2002.
Under säsong 2008 vann Grégory Rast prologen på det turkiska etapploppet Presidential Cycling Tour. I mars samma år slutade han tvåa på den mindre schweiziska tävlingen GP Osterhas.
I april 2009 slutade Grégory Rast trea på etapp 1 av Romandiet runt bakom Ricardo Serrano och Lars Ytting Bak. I juli tog han säsongens första seger när han vann prologen av Luxemburg runt framför Jonathan Hivert och Romain Feillu.

## Meriter
2004
 Nationsmästerskapens linjelopp
Rund um den Bühler
2006
 Nationsmästerskapens linjelopp
2:a, Giro del Piemonte
2007
Tour de Luxembourg
4:de etappen Tour de Luxembourg
2008
Prolog, Presidential Cycling Tour
2:a, GP Osterhas
2009
Prolog, Tour de Luxembourg
3:a, etapp 1, Romandiet runt

## Stall
- Post Swiss Team 2001
- Phonak Hearing Systems 2003–2006
- Astana Team 2007–2009
- Team RadioShack 2010–2011
- RadioShack-Nissan-Trek 2012–